# Клименко, Виктор Саввич
Ви́ктор Са́ввич Климе́нко (род. 24 ноября 1942, Святнаволок, КФССР, СССР) — финский артист театра и кино, телеведущий, профессиональный певец, лауреат нескольких престижных наград.

## Биография
Виктор Клименко родился 24 ноября 1942 в Святнаволоке, хотя в интервью газете Ilta-Sanomat сам Клименко признался, что не знает точно ни даты, ни места своего рождения.
Родители Виктора Клименко происходили из рода кубанских казаков. Отец Виктора, Савва Иванович Клименко в начале 1930-х годов был раскулачен и выслан в Карелию. Там он женился на Ольге Михайловне Глотовой, тоже высланной из родных мест.
После войны семья Клименко осталась жить в Финляндии.

### Детство
В одном интервью Виктор Клименко говорил: «Я был бедный эмигрант, на которого все плевали, говорили „ты русак, в Финляндии ты наш враг!“, били меня, маленького мальчика, было такое огорчение…»
Родители Виктора были верующими людьми и воспитывали его в христианской атмосфере, но уже в раннем возрасте у Виктора проявились артистические способности, и энергичный подросток вскоре перестал посещать церковь и общество христиан. Его больше заинтересовал театр, искусство.
В юности он увлёкся эстрадной музыкой. После окончания средней школы Клименко отправился в Хельсинки, чтобы начать карьеру актёра и музыканта. Он пел в тавернах и ресторанах, позже стал актёром театра, участвовал в спектаклях. Клименко был замечен на одном музыкальном конкурсе, и ему предложили вести популярную детскую телевизионную передачу[уточнить].

### Начало карьеры
Клименко начал свою певческую карьеру в 1962 году, заключив контракт с известным в Хельсинки музыкальным торговым домом и издательством Musiikki-Fazer. В 1963 году была выпущена первая пластинка Виктора Клименко на финском языке.
Первый сингл «Tuhansien järvien maa» не был успешен, но выпущенный в 1964 году «Jokaiselle joku on kai rakkain» (Дин Мартин «Everybody Loves Somebody») стал хитом. В том же году Виктор Клименко стал лучшим певцом Финляндии.
В 1965 году он уже представлял свою страну на конкурсе песни Евровидение в Неаполе. Он исполнил «Aurinko laskee länteen» (музыка Тойво Кярки, стихи Рейно Хелисмаа).
После конкурса он подписал контракт с Хельсинкским городским театром и продолжил карьеру артиста.
В 1968 году Клименко покинул театр, создав ансамбль «Свободный казак». В репертуаре группы были казачьи и цыганские песни, русская народная музыка и романсы. Но в Советский Союз Клименко не пускали.

### Карьерный взлёт
В 1969 году вышел фильм «Vodkaa, komisario Palmu» (режиссёр Матти Кассила), в котором Виктор Клименко исполнил роль Сеппо Сонкваара (фин. Seppo Sonkavaara).
В 1970 году году вышел первый альбом Клименко «Стенька Разин» (фин. Stenka Rasin), включавший в себя русские песни, записанные в период с 1963 по 1966 год. Альбом был издан более чем в 60 странах мира и обрёл широкую популярность. Только в Финляндии он разошёлся тиражом в 50 тысяч экземпляров и получил статус золотого диска, а позднее и платинового диска. Альбом держался в десятке наиболее продаваемых пластинок с марта 1971 по апрель 1972 года, поднимаясь на первую позицию в августе, сентябре и октябре 1971 года, а также в январе и феврале 1972 года. Этот успех открыл певцу путь во многие страны — он гастролировал в Великобритании, Ирландии, Германии, Нидерландах, Греции, Италии и Испании, став популярным в образе лихого бесшабашного русского казака.
В 1972 году вышел альбом «Милая», который вскоре получил золотой статус. Вместе с казаками Клименко продолжал путешествовать по всему миру с концертами, участвовал в телевизионных и радиопередачах.
В 1973 году Виктор Клименко получает из рук президента Финляндии Урхо Кекконена паспорт гражданина Финляндии. В том же году вышел альбом Country & Eastern.
В 1970-х годах вышло ещё несколько альбомов: Saanhan Luvan (1975) и «Колядки» (1975), «До Дна» (1977), Loista, pala, rakasta! (1978) и «Надя» (1978).
В 1980 году Клименко заключил договор с парижским кабаре «Лидо», где выступал со своим коллективом «Свободный казак», также гастролировал по миру.

### Депрессия
Вот, что говорил сам Клименко в 2003 году в интервью газете «Камень Краеугольный»:

Когда мы гастролировали во Франции, со мной что-то случилось. Я разорвал свой контракт с ансамблем, возвратился домой в Финляндию и начал серьёзно искать выход из своего духовного и психологического кризиса. Я был в очень глубокой депрессии. За время концертной работы я просто «сгорел». Уже сегодня я вижу, что таким образом Бог просто вовремя меня остановил.

Артисту не помогала даже йога, которой он занимался с 1962 года. В интервью Клименко говорил:

Йога — это, в первую очередь, религия. Я достиг уровня, когда мог уже выходить из тела. …Йога очень сильно меняет свою форму и методы, как хамелеон. И сейчас я вижу, что йога очень сильно синкретировала с христианством. …Это очень страшно! Кто начинает заниматься йогой, тот выходит на связь с диавольскими духами. Йога имеет сатанинское основание… …Меня к такому тяжёлому депрессивному состоянию привели напряжённая эстрадная работа и йога.

В другом своём интервью[каком?] Виктор Клименко сказал: «В 1980 году я уже собирался покончить жизнь самоубийством».
По словам певца, весной 1980 года, перед Пасхой, он закрылся в рабочем кабинете и достал пистолет. Он приставил пистолет к виску, обвёл взглядом комнату и увидел на книжной полке Библию. Тогда он отложил пистолет, взял Библию, открыл и прочитал стих, который первый попался на глаза: «Какая польза человеку, если он приобретёт весь мир, а душе своей повредит? или какой выкуп даст человек за душу свою?» (Евангелие от Матфея 16:26)
Виктор вспоминал:

В этой кризисной ситуации, я думал: а что если Бог есть? Разве Он может изменить что-то в моей жизни? Мои родители посещали церковь пятидесятников, но я сразу не пошёл в эту в церковь, потому что церквей и конфессий было много. Был составлен список, и я обошёл все крупнейшие церкви в Хельсинки…

### Виктор Клименко как исполнитель духовных песен
Виктор Клименко стал глубоко верующим человеком. Он решил, что как только выйдет из депрессии — уйдёт с эстрады. Клименко говорил: «Я просто уже боялся того, чем занимался — эстрада, шоу, телевидение. Это меня почти убило».
Однако по совету друзей вернулся к эстраде и к музыкальному искусству, но только уже в христианском контексте. Вскоре артист стал видным исполнителем духовной музыки и проповедником. Его часто приглашали на различные религиозные собрания и праздники, где он выступал перед большим количеством публики.
Клименко начал выпускать альбомы духовной музыки. Альбом «Иисус есть Господь» получает статус золотого диска в Финляндии и Швеции. Но международное внимание как христианский певец он привлёк в 1985 году, когда выпустил альбом Jerusalem…minun silmäteräni (с фин. — «Иерусалим… Зеница ока»). Альбом был записан и выпущен в четырёх вариантах — на финском, шведском, английском и русском языках. Популярные еврейские песни «Хава нагила» и «Тум-балалайка» в его исполнении стали хитами. Клименко продолжал выпускать в основном альбомы духовной музыки: «Мама», «Любовью живы», «Исцели» и другие. Наряду с христианской деятельностью он исполнял казачьи песни. В последние годы выпускал сборники лучших песен.
Клименко вёл миссионерскую деятельность среди евреев-эмигрантов в Германии, Великобритании и других странах Европы. Выступал в нескольких городах России. В 1988 году он был приглашён пастором церкви Кишинёва Леонидом Агафоновым на 1000-летие крещения Руси, что послужило большим благословением для христиан Молдавии. В начале 1990-х годов Клименко принял участие в концерте еврейской духовной музыкина на центральном республиканском спортивном стадионе Молдавии. В 1992 году состоялся концерт в Одесском национальном академическом театре оперы и балета.
В 1997 году Клименко был приглашён по случаю Дня Независимости государства на Украину. В 2000 году выступал в Новосибирске и на стадионе Лужники в Москве. В 2002 году состоялся концерт в честь 60-летия певца и 40-летия его музыкальной карьеры в Finlandia Hall (Дворец «Финляндия»).
В репертуар Виктора Клименко вошли меланхоличные мелодии и цыганские баллады, шансон, классические церковные песнопения, современный госпел, еврейская народная и танцевальная музыка, евангельские песни.
Виктор Клименко участвовал в программе «Угол» пастора церкви «Дом Хлеба» Александра Шевченко, где подробно описал своё обращение ко Христу.
Виктор Клименко снялся в роли русского офицера Семенского (Semenski), участника войны со шведами 1590—1595 годов в финско-чешском фильме «Сауна» (режиссёр Анти-Юсси Аннила), который вышел в 2008 году . Клименко сказал, что снялся в фильме потому, что фильм говорит о грехах и раскаянии за их совершение, и это напомнило ему о его душевном состоянии в 1980 году, когда он чуть не совершил самоубийство.
В январе 2010 года Виктор Клименко выступал в России на V Международном фестивале евангельской культуры «Крещенские вечера» в Санкт-Петербурге 23 января в церкви Евангельских христиан-баптистов и 24 января в Петрикирхе. В январе 2013 года певец снова участвовал в фестивале, а 19 января в церкви Евангельских христиан-Баптистов проходил 70-летний юбилей Виктора Клименко в России.
Виктор Клименко принимал участие в концерте «Сближение музыкальных миров», который проходил в БКЗ «Октябрьский» в Санкт-Петербурге 22 мая 2010 года. Кроме известного певца в концерте участвовали: американский хор «Мессия — проект», хореографическая группа «Talk Dance», солисты из Латвия, Молдавии, США Оркестр Государственного Эрмитажа «Санкт-Петербург Камерата». Впервые при участии солистов, хора, и оркестра с балетом, исполнялась оратория «Мессия» Георга Фридриха Генделя. 30 мая 2010 года этот вокально-симфонический концерт с участием Виктора Клименко состоялся на сцене Государственного Кремлёвского Дворца в Москве.
В 2012 году певец отметил 70-летний юбилей и 50-летие музыкальной карьеры. Главный концерт в честь двух юбилеев Виктора Клименко, как и в 2002 году, прошёл в Finlandia Hall.

## Фильмография
Актёр:
- Сувениры из Москвы (2016)
- Сауна (2008)
- Pappia kyydissä (1998)
- Häjyt, rennot ja rumat (1970)
- Punainen silkkikenkä (1970)
- Vodkaa, komisario Palmu (1969)
- Onko Onnilla kotia? (1969)
- Erakko (1968)
- Kivenhakkaaja Valperin painajaiset (1967)
- Pekka ja intiaani (1967)
- Agentti 000 ja hra K. Sormi (1965)
- Kuten nainen (1965)
- Elettiinpä ennenkin (1964)
- Saapasjalkakissa (1964)
- Eskon päivät (1963)
- Risteysasema (1962)

Играет самого себя:
- Yhteinen sävel (2009)
- Jerry Halloween (2009)
- Euroviisujen parhaat (2007)
- Drei mal neun (1973)
- Musta Pekka esittää (1968)
- Kuningas Herodes ja perunapula (1967)
- Melkein 9 kuukautta (1967)
- Toivo Kärjessä (1966)
- Kaksi nollaa (1966)
- Kuukauden suositut (1966)
- The Eurovision Song Contest (1965)
- Valtatie 77 (1964)
- Karuselli (1963)
- Sävelsävyjä eli kirjavaa ja kevyttä (1963)
- TV-tanssiaiset (1962)

## Дискография[11]
- 1970 — Стенька Разин
- 1972 — Милая
- 1973 — Country & Eastern
- 1975 — Saanhan Luvan
- 1975 — Самые красивые рождественские колядки (колядки)
- 1977 — До дна!
- 1978 — Loista, pala, rakasta!
- 1978 — Надя
- 1981 — Иисус есть Господь
- 1982 — Minun Herrani ja Minun Jumalani Juhla!
- 1983 — Аллилуйя — Иисус Грядёт
- 1985 — Иерусалим … мои глаза
- 1989 — The Cossacks Album
- 1993 — CD Земля мечты пилигрима
- 1994 — Коллекция CD Сокровища — 22 самых популярных песен
- 1994 — CD Гимн любви
- 1997 — Коллекция CD Избранные 22 песни Стеньки Разина
- 1998 — Любовью живы
- 1999 — CD Виноград
- 1999 — CD Святая ночь
- 1999 — Иерусалим
- 2000 — Мама
- 2000 — Коллекция CD Viktor Klimenko The Best
- 2002 — Kaupunki tuolla (CD The Viktor Klimenko & The Angels)
- 2002 — Kello käy aika loppuu
- 2003 — Käymme joulun viettohon (CD Viktor Klimenko & The Angels)
- 2003 — Ямщик (Коллекция Жемчужина Чёрного моря — 40 лучших песен)
- 2005 — Jag Har Hört Om En Stad (Я слышал о городе)
- 2006 — Hetki Kasakan hellä kosketus
- 2012 — Emigrant — Riemuvuodet 1965—2012 (Эмигрант — Юбилейный год 1965—2012)
- 2012 — Kultaiset vuodet
- 2012 — Suuren Ilon Ilmoitan
- 2013 — Legenda